# Abraham Cooper
Cartão de visita de Abraham Cooper, anos 1860
assinatura
Abraham Cooper (Londres, 8 de setembro de 1787 — Greenwich, 24 de dezembro de 1868), foi um pintor inglês especialista em pintar animais, principalmente cavalos e cenas de batalhas.

## Biografia

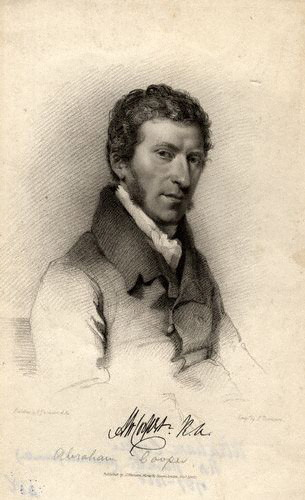
Abraham Cooper. Gravura de J. Tomson publicada em 1827

Filho do proprietário de uma tabacaria em Londres, Cooper na idade de treze anos tornou-se empregado do Anfiteatro de Philip Astley, e depois trabalhou como cuidador de cavalos para Henry Meux, um cervejeiro e, mais tarde, 1.º baronete Meux. Quando tinha vinte e dois anos, quis ter um retrato de um cavalo favorito sob seus cuidados. Comprou um manual de pintura, aprendeu alguma coisa sobre o uso de tinta a óleo, e pintou o quadro em uma tela pendurada na parede do estábulo. Seu empregador comprou o quadro e encorajou-o a desenvolver seu novo talento. Começou a copiar estampas de cavalos, apresentado a Benjamin Marshall, um pintor de animais, que o levou ao seu estúdio, e parece que o apresentou ao The Sporting Magazine, uma revista ilustrada de que ele próprio era um assinante.
Em 1814, exibiu seu Tam O'Shanter, e em 1816 ganhou um prêmio por sua Batalha de Ligny. Em 1817, exibiu sua Batalha de Marston Moor e tornou-se associado da Academia Real Inglesa, e em 1820 foi eleito acadêmico. Cooper, apesar de não ter tido uma formação artística convencional, foi um artista inteligente e consciente. As cores de suas pinturas eram um pouco frias, mas era um mestre do retrato e da anatomia dos equídeos, e tinha algum conhecimento de antiquário. Tinha um carinho especial por pinturas dos chamados Cavaliers e os Cabeças Redondas.
Faleceu em 24 de dezembro de 1868 aos 81 anos e está enterrado no topo do lado oeste do Cemitério de Highgate (lote n.º 830), contra a parede norte.

## Pinturas
- Bosworth Field (1825, Dallas Museum of Fine Arts)
- The Death of Sir Francis Russell, who was treacherously slain at a Border Meeting, July 16, 1585 (1827, Duque de Bedford, Woburn Abbey)
- Battle of Zutphen, 1586 (1826 — Duque de Bedford, Woburn Abbey)
- The Battle of Marston Moor (1819 - Harris Museum and Art Gallery, Preston)
- The Heroic Conduct of Cromwell at Marston Moor (1821 — Chequers House, Buckinghamshire)
- Cromwell leading his Cavalry into Battle (Cambridgeshire Museums, em Cromwell House, Huntingdon)
- Battle Scene (attr.) (Guildhall Art Gallery)
- Wellington's First Great Victory - The Battle of Assaye (Light Dragoons)
- The Battle of Ligny (Lord Egremont, Petworth House)

## Galeria

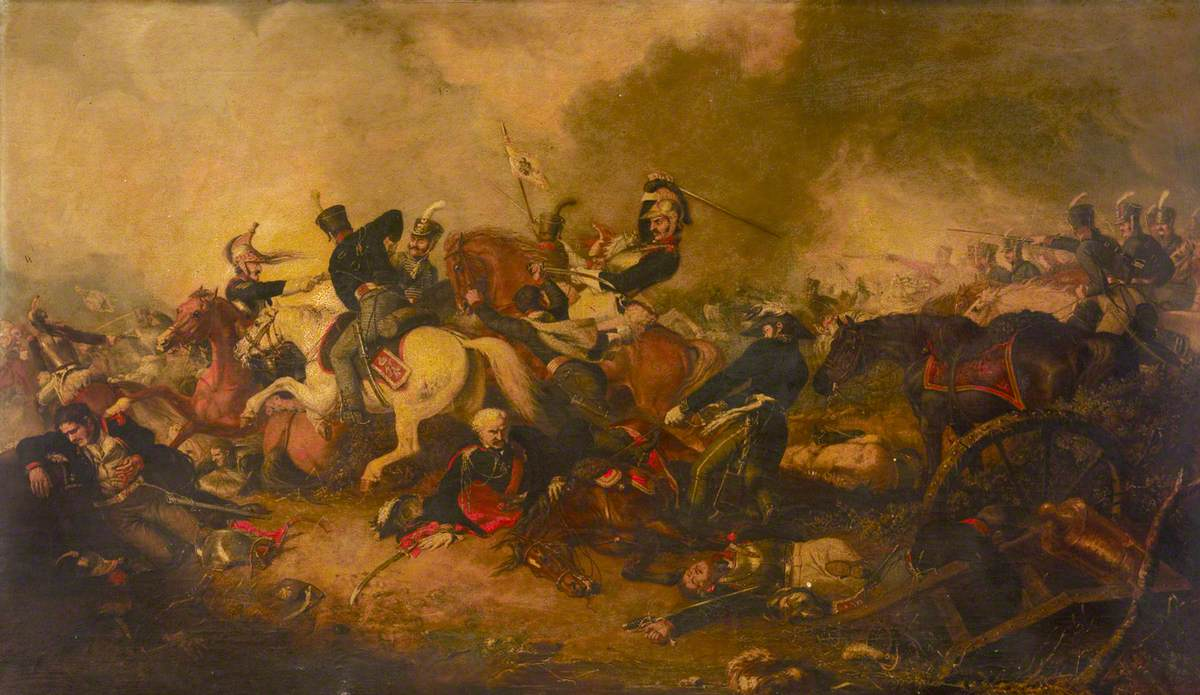
Marechal Blücher na Batalha de Ligny, 1815
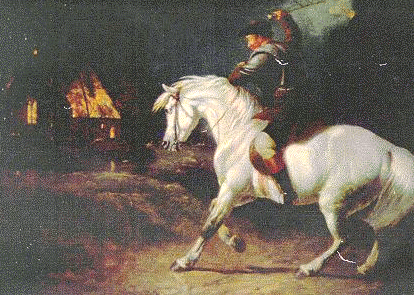
Tam O'Shanter, 1814
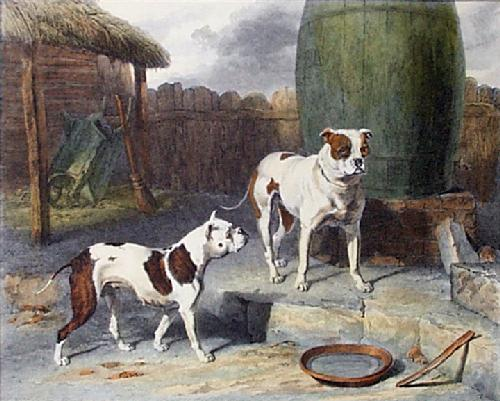
Crib e Rosa, 1817
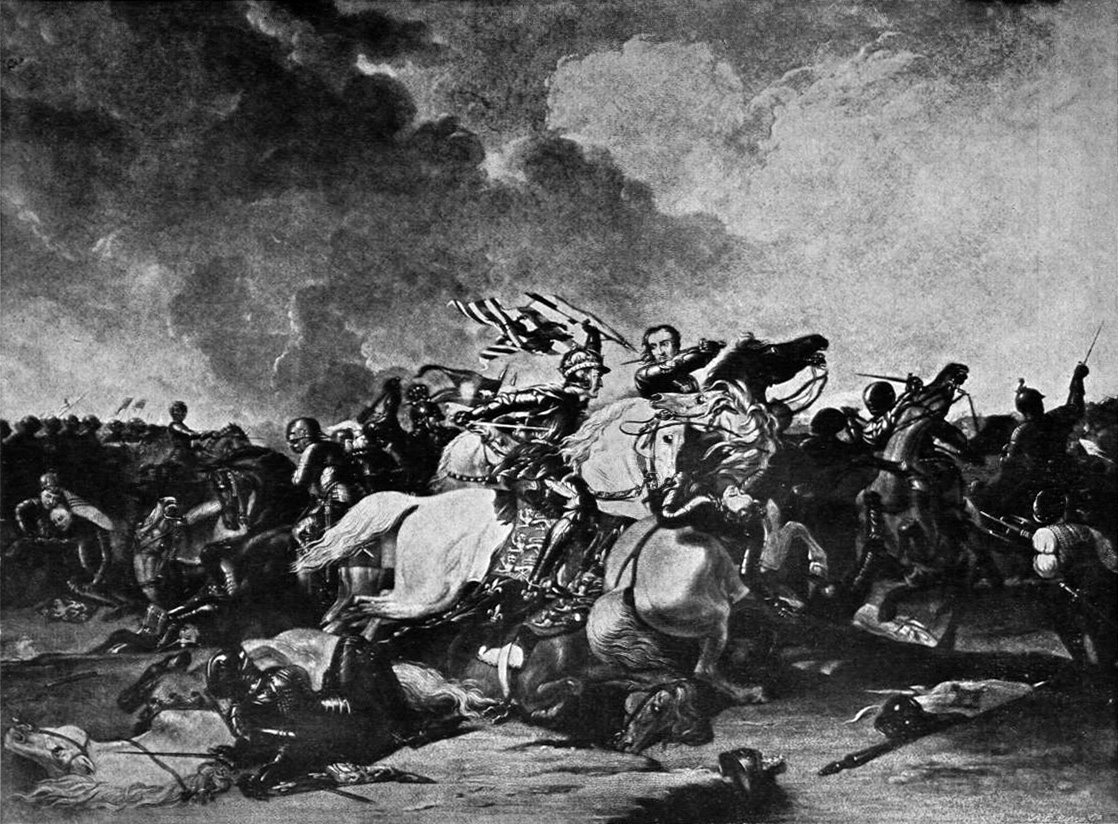
Ricardo III e o Conde de Richmond durante a Batalha de Bosworth Field
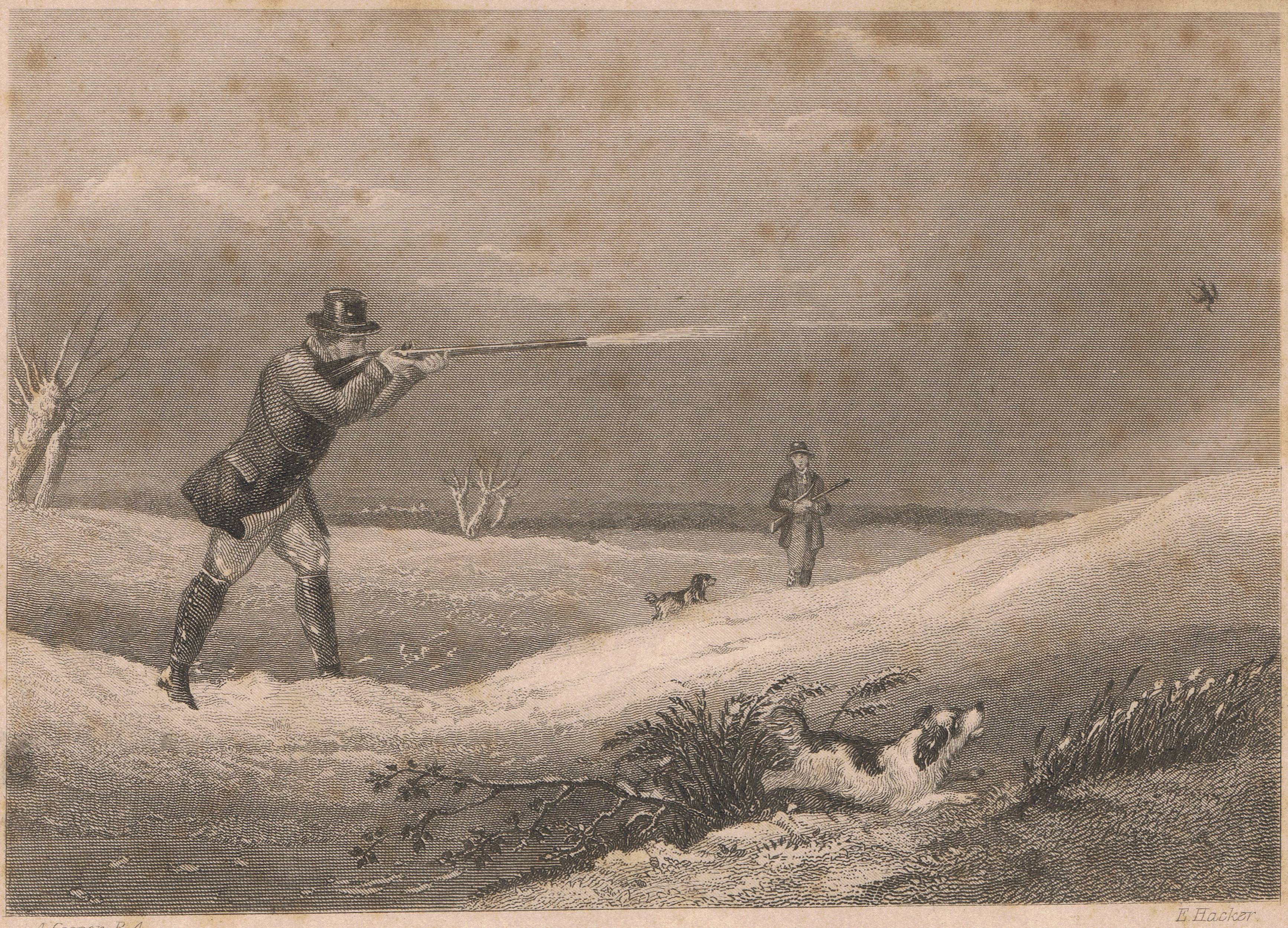
Gravura baseada em Cooper, por Edward Hacker (1813–1905), 1866